# Over intelligentie
Over intelligentie is een boek van de Nederlandse journalist Willem Oltmans. Het boek kwam in 1981 uit bij uitgeverij Bruna.

## Inhoud
Voor dit boek over de menselijke intelligentie interviewde Willem Oltmans 28 wetenschappers, politici en specialisten uit alle delen van de wereld. De nadruk ligt in dit boek echter op geleerden en politici uit Venezuela waar in 1979 een ministerie voor de Ontwikkeling van de Menselijke Intelligentie werd opgezet. Vanuit verschillende disciplines geven de geïnterviewden antwoord op de vraag of de mens kan leren denken en geven zij hun visie op het toenmalige Venezolaanse project. 
Onder de geïnterviewden waren de Venezolaanse president Luis Herrera Campins, Edward de Bono, Arthur Jensen, Marcus Feldman en Natalia Bechtereva.